# قانون اساسی مالزی
قانون اساسی مالزی (مالایی: Perlembagaan
Persekutuan Malaysia) که در سال ۱۹۵۷ به اجرا درآمد، بالاترین قانون مالزی است و در مجموع شامل ۱۸۳ ماده است. این قانون یک سند مکتوبی است که تحت تأثیر دو سند قبلی، توافقنامه فدراسیون مالایا ۱۹۴۸ و قانون اساسی استقلال ۱۹۵۷، می‌باشد. فدراسیون در ابتدا فدراسیون مالایا نامیده شده بود (مالایی: Persekutuan Tanah Melayu) و زمانی که ایالت‌های صباح، ساراواک و سنگاپور (اکنون مستقل شده است) بخشی از فدراسیون گردیدند، نام فعلی مالزی برای آن انتخاب گردید. قانون اساسی، فدراسیون را به عنوان یک پادشاهی مشروطه مشخص نمود، با حضور یانگ دی‌پرتوان آگونگ به عنوان رئیس کشور که بیشتر وظایفش تشریفاتی بود.